# 汪鸾翔
汪鸾翔（1871年3月—1962年7月23日），字巩庵，又字公严，广西桂林临桂人，清華大學教授。

## 生平
汪鸾翔生於廣西省桂林府臨桂縣之文昌門內的儒學世家，五歲發蒙，1884年，應童子試，答完卷後，在卷背畫了一枝梅花，學使詹嗣賢笑說：“場命汝作文，非命汝作畫也，汝犯場規矣，明歲汝投考古學並取秀才可乎。”隔年再考，錄取。但他父親認為年少科第，而無實學，不可也。於是沒有讓他繼續參加鄉試，而帶他到廣東游学。
1887年春，同鄉張琮署南海縣，邀他到南海與他的幾個孩子共學。當時歐陽靄臣省親佛山，邀他授課。講授朱子《近思錄集注》及劉鶚《孟子要略》鈔本。冬，廣雅書院落成招生。因為已經熟讀《朱子近思錄集注》，命題中有讀此書後一題，拔得第一，以廣西第一名錄取。1888年八月，入學，見院長梁鼎芬後賜以《東塾讀書記》、《朱子語類日鈔》，講做人立身之道最為重要。次年朱鼎甫改為以筆問答。朱鼎甫有《無邪堂答問》五卷，汪鸞翔所問獨佔一卷。 
1891年，應鄉試中舉，列居第四。次年春會試入京，不第。八月考入國子監南學肄業，開始留住北京。當時翁同龢為管學大臣，王懿榮為國子監祭酒，劉鉅為學錄，皆講漢學。潘祖蔭講金石，同鄉王鵬運、況周儀、端木埰講填詞。甲午中東之戰後，朝中的學者都認為非維新無以救國，於是開始購讀新譯書籍。國子監聘晏孝儒為學正，兼教算學，開始學習代數、幾何、三角八線之學，進一步研究新學，被認為是維新人士。
1895年七月，父親汪雲臣在雲南開化府樂龍驛途中病故，去滇奔喪。1896年四月，在桂林安葬。五月，由桂回粵，閉門讀禮。1897年春，游金陵。張之洞都督兩湖，適欲著《勸學篇》。奉他的電召赴鄂，九月十九日抵武昌，與周家祿一起為張之洞研究。從此留鄂，在鄂中各學校講課。
1898年，張之洞保送參加經濟特科會試，入京。春，康有為到京，汪鸞鳳加入保國會。戊戌政變後會員多到逃海外。汪鸞鳳也返回武漢，執教湖北工藝學堂、文普通中學堂、方言學堂、農業學堂、兩湖總師範學堂等。1907年冬，承學部召，赴北京審定教科書，並兼任北京第一師範選科教授，授高等物理、化學，並兼順天高等學堂教育長。1908年春，全家定居北京。1911年四月，因在鄂辦學勞績，奏保以學習主事留部補用，為七品小京官。辛亥革命事起，搬家至天津，受聘于天津法政學堂和保定優等師範學校，教授地理學等。1914年，搬回北京。1916年，開始在北京高等師範學校、北京女子師範教授國文，整理故籍，署所居曰“讀我書齋”。
1918年九月，受清華學校聘，為國文教員，教授修身、國文、倫理學、文學史、哲學、哲學史等課程。住在清華園古月堂，梁鼎芬署居室曰“借山廬”。1921年，應學校之徵，寫清華學校中文校歌一篇，於1924年被錄用。1927年後，在華北大學兼課，並在國立美術學院擔任中國畫及中國美術史教授。1928年，離開清華，赴保定河北大學等處任教，教授國文、金石學、哲學史等課程。
1934年秋後，應好友陳曾壽之邀，遠赴長春，為溥儀之子弟私塾教授理化、繪畫等課程。1941年，返回北京，正值時局艱困，生活清寒，惟以詩詞、繪畫自娛。
1951年，回到清華大學西院四十一號定居，署所居曰“重借山廬”。1952年夏，受聘為中央文史研究館館員。1962年，去世，終年92歲。